# Kamenjarska grančika
Kamenjarska grančika (lat. Hornungia petraea), biljna vrsta iz roda Hornungia. Nekada je uključivana u rod Hutchinsia (grančika), a bazionim je Lepidium petraeum.
Raste po kamenitim tlima, a raširena je po Europi (uključujući Hrvatsku) i sjeverozapadnoj Africi.

## Sinonimi
- Hornungia aragonensis (Loscos & J. Pardo) Heywood
- Hornungia petraea subsp. aragonensis (Loscos & J. Pardo) Malag.
- Hornungia petraea subsp. petraea
- Hutchinsia aragonensis (Loscos & J. Pardo) Loscos & J. Pardo
- Hutchinsia petraea (L.) W.T. Aiton
- Hutchinsia petraea var. aragonensis Loscos & J. Pardo
- Lepidium petraeum L.
- Teesdalia petraea (L.) Rchb.